# Bisbat d'Hiroshima
El bisbat d'Hiroshima  (japonès: カトリック広島教区, llatí: Dioecesis Hiroshimaënsis) és una seu de l'Església Catòlica al Japó, sufragània de l'arquebisbat d'Osaka. Al 2013 tenia 20.709 batejats sobre una població de 7.525.510 habitants. Actualment està regida pel bisbe Alexis Mitsuru Shirahama, P.S.S.

## Territori
La diòcesi comprèn les prefectures de Hiroshima, Okayama, Shimane, Tottori i Yamaguchi; a la regió de Chugoku, a l'illa d'Honshū.
La seu episcopal és la ciutat d'Hiroshima, on es troba la catedral de l'Assumpció de Maria.
El territori s'estén sobre 31.818 km², i està dividit en 47 parròquies.

## Història
El vicariat apostòlic d'Hiroshima va ser erigit el 4 de maig de 1923 amb el breu apostòlic Cum ex apostolico del Papa Pius XI, prenent el territori de la diòcesi d'Osaka (avui arxidiòcesi).
El 30 de juny de 1959 el vicariat apostòlic va ser elevat a diòcesi mitjançant la butlla Qui arcano Dei del Papa Joan XXIII.
Al febrer de 1981 va rebre la visita del Papa Joan Pau II.

## Cronologia episcopal
- Heinrich Döring, S.J. † (16 de juny de 1921 - 14 de juliol de 1927 nomenat arquebisbe, títol personal, de Poona)
- Johannes Ross, S.J. † (18 de maig de 1928 - 20 de novembre de 1940 renuncià)
  - Sede vacante (1940-1959)
- Dominic Yoshimatsu Noguchi † (19 de desembre de 1959 - 29 de març de 1985 jubilat)
- Joseph Atsumi Misue † (29 de març de 1985 - 13 de juny de 2011 jubilat)
- Thomas Aquino Manyo Maeda (13 de juny de 2011 - 20 d'agost de 2014 nomenat arquebisbe d'Osaka)
- Alexis Mitsuru Shirahama, P.S.S., dal 28 de juny de 2016

## Estadístiques
A finals del 2013, la diòcesi tenia 20.709 batejats sobre una població de 7.525.510 persones, equivalent al 0,3% del total.
| any  | població | població  | població | sacerdots | sacerdots       | sacerdots       | sacerdots             | diaques | religiosos | religiosos | parròquies |
| ---- | -------- | --------- | -------- | --------- | --------------- | --------------- | --------------------- | ------- | ---------- | ---------- | ---------- |
| any  | batejats | total     | %        | total     | clergat secular | clergat regular | batejats por sacerdot | diaques | homes      | dones      |            |
| 1950 | 4.670    | 7.000.000 | 0,1      | 28        | 2               | 26              | 166                   |         | 8          | 60         |            |
| 1970 | ?        | 7.129.017 | ?        | 90        | 18              | 72              | ?                     |         | 78         | 274        | 30         |
| 1980 | 19.612   | 7.553.148 | 0,3      | 93        | 16              | 77              | 210                   |         | 88         | 293        | 40         |
| 1990 | 20.340   | 7.767.336 | 0,3      | 88        | 17              | 71              | 231                   |         | 83         | 276        | 46         |
| 1999 | 19.569   | 7.762.215 | 0,3      | 96        | 20              | 76              | 203                   |         | 85         | 268        | 46         |
| 2000 | 19.957   | 7.759.992 | 0,3      | 91        | 21              | 70              | 219                   |         | 79         | 274        | 46         |
| 2001 | 21.204   | 7.732.440 | 0,3      | 93        | 21              | 72              | 228                   |         | 82         | 264        | 46         |
| 2002 | 21.304   | 7.732.499 | 0,3      | 83        | 19              | 64              | 256                   |         | 73         | 263        | 46         |
| 2003 | 21.318   | 7.724.880 | 0,3      | 87        | 20              | 67              | 245                   |         | 76         | 251        | 46         |
| 2004 | 21.701   | 7.718.391 | 0,3      | 83        | 19              | 64              | 261                   |         | 73         | 244        | 47         |
| 2006 | 21.496   | 7.677.735 | 0,3      | 78        | 22              | 56              | 275                   |         | 64         | 233        | 47         |
| 2013 | 20.709   | 7.525.510 | 0,3      | 69        | 17              | 52              | 300                   |         | 59         | 203        | 47         |